# Jared Muralt
Jared Muralt (* 7. März 1982 in Bern) ist ein Schweizer Comicautor, Illustrator und Mitbegründer von BlackYard.

## Werdegang
Nach einem Vorkurs an der Schule für Gestaltung Bern absolvierte Muralt eine Lehre als Dekorationsgestalter. Später arbeitete er als freier Grafiker. 2009 gründete er mit drei Freunden das Grafik-Kollektiv BlackYard. Er zeichnete unter anderem für die New York Times und Pottermore. Seine 2015 begonnene Comicserie The Fall fand durch die Corona-Krise auch ausserhalb der Schweiz Beachtung.
Sein Werk The Fall  wurde an der Fantasy Basel 2018 präsentiert und erhielt 2020 in Belgien den Atomium-Comicpreis, der jährlich in Brüssel vergeben wird – und zwar in der Kategorie „Nachrichtliche Comics“.

## Werke
Einzelbände
- Fin du monde, zusammen mit anderen Künstlern, Reitschule Drucki 2012
- Tiefsee Angler, Tintenkilby Verlag c/o BlackYard 2014
- The End of Bon Voyage, Tintenkilby Verlag 2015, ISBN 978-3906828008
- Hellship, (nur FR und EN) PAQUET 2015, ISBN 2888906864
- Totentanz? Vatter & Vatter 2016, ISBN 978-3-9524408-1-0
- The Fall, Tintenkilby Verlag
  1. Kapitel: Am Ende des Traums
  2. Kapitel: Zone B
  3. Kapitel: Mr. Lewis
  4. Kapitel: Der Erste Schnee
  5. Kapitel: Asylum
  6. Kapitel: Le Soldat DE M.P.C
  7. Kapitel: Das Haus am See
  8. Kapitel: Dunkle Wasser

Sammelalbum
- The Fall – VOL.1 (#1-3), Tintenkilby 2019, ISBN 9783906828305
- The Fall – VOL.2 (#4-6), Tintenkilby 2020

## Auszeichnungen
- 2015 Comic-Stipendien der Deutschschweizer Städte[4]
- 2020 Atomium-Comicpreis, Belgien